# Sur (Surses)
Sur (toponimo tedesco; in romancio Sour) è una frazione di 68 abitanti del comune svizzero di Surses, nella regione Albula (Canton Grigioni).

## Geografia fisica
Sur è situato nella Val Sursette, sulla sponda destra del torrente Giulia. Dista 30 km da Sankt Moritz e 49 km da Coira. Il punto più elevato del territorio è la cima del Piz Calderas (3 397 m s.l.m.), sul confine con Bever.

## Storia

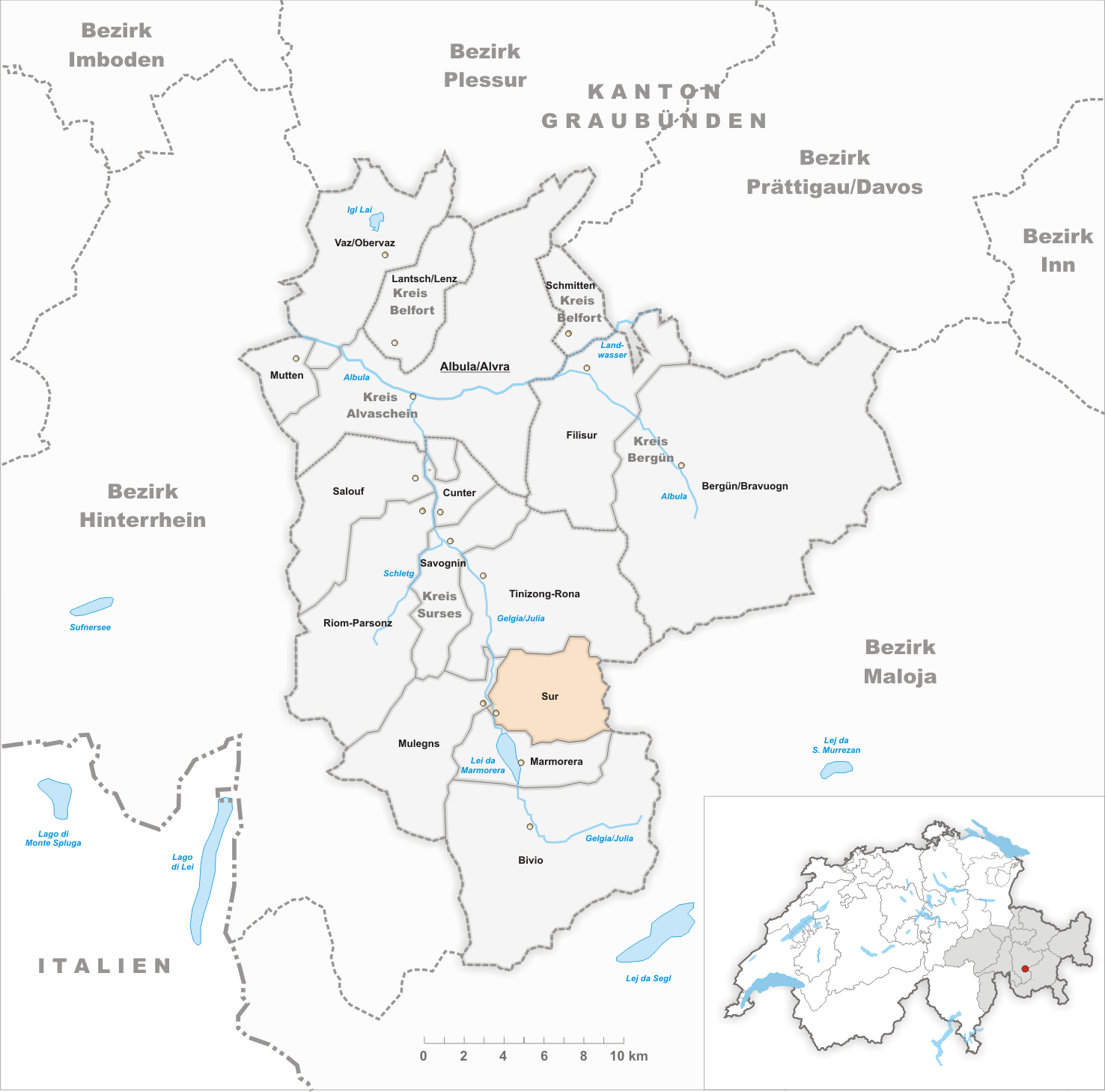
Il territorio del comune di Sur prima degli accorpamenti comunali del 2016

Già comune autonomo istituito nel 1851, che si estendeva per 23,22 km² e che comprendeva anche le frazioni di Furnatsch e Tgacrest, il 1º gennaio 2016 è stato accorpato agli altri comuni soppressi di Bivio, Cunter, Marmorera, Mulegns, Riom-Parsonz, Salouf, Savognin e Tinizong-Rona per formare il nuovo comune di Surses.

## Monumenti e luoghi d'interesse

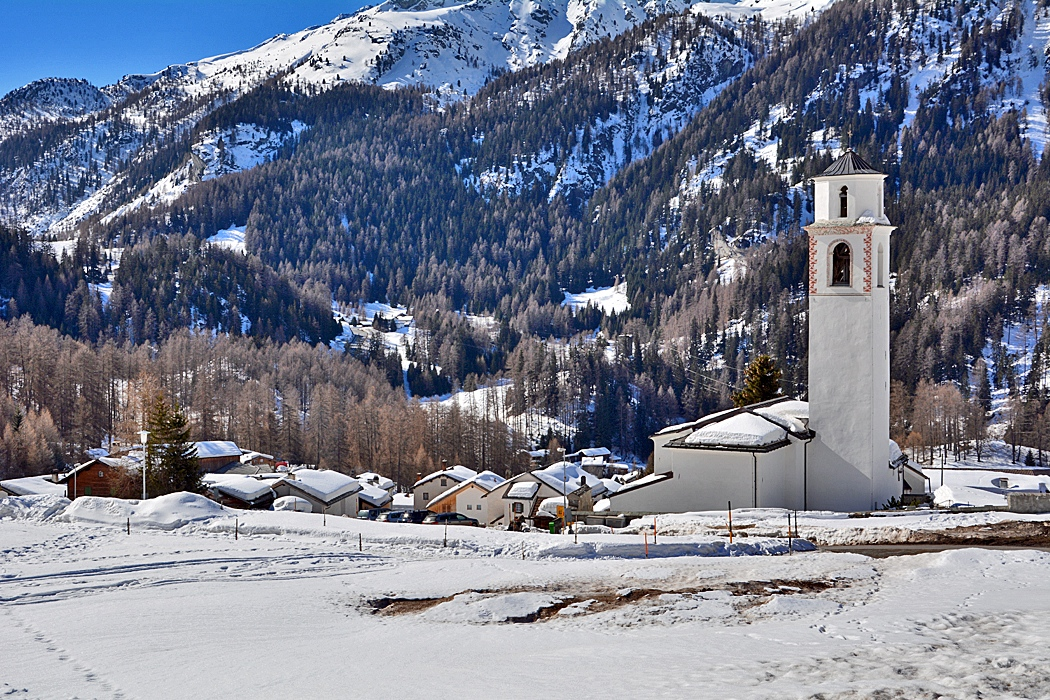
La chiesa di Santa Caterina

- Chiesa parrocchiale cattolica di Santa Caterina, eretta nel 1663[1];
- Rovine della torre di Spliatsch, eretta nel XIII secolo[4].

## Società

### Evoluzione demografica
L'evoluzione demografica è riportata nella seguente tabella:
Abitanti censiti

## Infrastrutture e trasporti
La stazione ferroviaria più vicina è a Tiefencastel, a 21 km, mentre l'uscita autostradale di Thusis, sulla A13/E43, dista 33 km.

## Amministrazione
Ogni famiglia originaria del luogo fa parte del comune patriziale che ha la responsabilità della manutenzione di ogni bene comune.